# 198968 Sparke
198968 Sparke è un asteroide della fascia principale. Scoperto nel 2005, presenta un'orbita caratterizzata da un semiasse maggiore pari a 2,754024 UA e da un'eccentricità di 0,067244, inclinata di 6,916769° rispetto all'eclittica.
È dedicato a Philip Sparke, compositore inglese.